# Генрі Лайон Олді
Ге́нрі Ла́йон О́лді (рос. Генри Лайон Олди) — колективний псевдонім українських письменників-фантастів з Харкова Дмитра Громова та Олега Ладиженського.
Станом на 2018 рік, письменники випустили вже більше 50 романів, що дозволило їм стати одними з найвідоміших авторів російськомовної фантастики. Свої перші романи письменники друкували у профільних видавництвах Харкова, з 1996 по 2012 — в московському видавництві «Эксмо», з 2012 — у петербурзькому видавництві «Азбука».
Свої твори пишуть російською і українською мовами.

## Історія
До появи «Олді», Олег Ладиженський працював режисером харківського театру-студії «Пелікан», куди одного разу приніс свою п'єсу Дмитро Громов. П'єсу відхилили, але Дмитро залишився в театрі як актор, і тісне спілкування у царині театру, зрештою, вилилося в ідею літературного співавторства. Не сподіваючись, що читачі зможуть утримати в пам'яті громіздке сполучення «Дмитро Громов та Олег Ладиженський», співавтори скомпонували з початкових складів своїх імен соковитий «англійський» псевдонім. На вимогу видавця псевдонім було створено використовуючи ініціали перших літер прізвищ авторів, а потім, на його ж вимогу, і розшифрували їх. Так у 1990 році виник псевдонім «Генрі Лайон Олді».
В 1991—1993 роках письменники займалися перекладами російською зарубіжної фантастики. В 1991 році Дмитро Громов та Олег Ладиженський заснували творчу майстерню «Другий млинець», що допомогла публікації більше 100 науково-фантастичних книжок. З 1993 року дует активно публікуються.
У 1999 році письменники були одними з засновників одного з найбільших конвентів на території СНД «Зоряний міст» (проводився з 1999—2012).
Дует також займається музикою. Вийшли три компакт-диски з піснями (російською мовою на вірші Олді) та рок-опера Broken Circle (англійською мовою на вірші Громова).

## Вибрані твори
Романи
- 1993 Сумерки мира (1993: Харьков: Основа; 1998: Москва: Эксмо)
- 1994 Войти в образ (1994: Харьков: Второй блин; 1996: Москва: Эксмо)
- 1994 Дорога (1994: Харьков: Второй блин; 1996: Москва: Эксмо)
- 1995 Ожидающий на Перекрёстках (1995: Харьков: Око; 1996: Москва: Эксмо)
- 1996 Восставшие из рая (Барнаул: Полиграфист)
- 1996 Герой має бути один (Москва, АСТ)
- 1996 Путь меча (1995: Н.Новгород: Параллель; 1996: Москва: Эксмо)
- 1996 Пасынки восьмой заповеди (Москва, Эксмо)
- 1997 Дайте им умереть (Москва, Эксмо)
- 1997 Мессия очищает диск (Москва, Эксмо)
- 1997 Гроза в Безначалье (Москва, Эксмо)
- 1998 Сеть для Миродержцев (Москва, Эксмо)
- 1998 Иди куда хочешь (Москва, Эксмо)
- 1998 Я возьму сам (Москва, Эксмо)
- 1999 Нам здесь жить // Співавтор: Андрій Валентинов (Москва, Эксмо)
- 1999 Рубеж // Співавтори: Андрій Валентинов, М. та С. Дячинки (Москва, Эксмо)
- 1999 Нопэрапон, или По образу и подобию (Москва, Эксмо)
- 2000 Маг в законе (Москва, Эксмо)
- 2001 Одиссей, сын Лаэрта (Москва, Эксмо)
- 2001 Богадельня (Москва, Эксмо)
- 2002 Орден Святого Бестселлера, или Выйти в тираж (Москва, Эксмо)
- 2003 Шутиха (Москва, Эксмо)
- 2004 Песни Петера Сьлядека (Москва, Эксмо)
- 2004 Шмагия (Москва, Эксмо)
- 2005 Пентакль // Співавтори: Андрій Валентинов, М. та С. Дячинки (Москва, Эксмо)
- 2006 Приют героев (Москва, Эксмо)
- 2006 Тирмен // Співавтор: Андрій Валентинов (Москва, Эксмо)
- 2006 Кукольник (Москва, Эксмо)
- 2007 Куколка (Москва, Эксмо)
- 2007 Кукольных дел мастер (Москва, Эксмо)
- 2008 Гарпия (Москва, Эксмо)
- 2008 Механизм Времени // Співавтор: Андрій Валентинов (Москва, Эксмо)
- 2009 Механизм Жизни // Співавтор: Андрій Валентинов (Москва, Эксмо)
- 2009 Механизм Пространства // Співавтор: Андрій Валентинов (Москва, Эксмо)
- 2010 Дитя Ойкумены (Москва, Эксмо)
- 2010 Королева Ойкумены (Москва, Эксмо)
- 2011 Изгнанница Ойкумены (Москва, Эксмо)
- 2012 Внук Персея (Москва, Эксмо)
- 2012 Циклоп (СпБ, Азбука)
- 2013 Волк (СпБ, Азбука)
- 2013 Волчонок (СпБ,, Азбука)
- 2013 Крепость души моей // Співавтор: Андрій Валентинов (СпБ, Азбука)
- 2014 Вожак (СпБ, Азбука)
- 2014 Клинки Ойкумены (СпБ, Азбука)
- 2014 Шерлок Холмс против марсиан (СпБ, Азбука)
- 2015 Ангелы Ойкумены (СпБ, Азбука)
- 2015 Призраки Ойкумены (СпБ, Азбука)
- 2016 Сильные (СпБ, Азбука)
- 2017 Бык из машины (СпБ, Азбука)
- 2017 Свет мой, зеркальце… (СпБ, Азбука)
- 2018 Отщепенец (СпБ, Азбука)

## Нагороди
За всю свою літературну кар'єру, письменники здобули більше як 200 різноманітних нагород, включно з почесною премією «Зал слави. Кращий письменник-фантаст / Hall of Fame. Best Author» Єврокону-2006 (ESFS Awards).
Нагороди у області найкращої російськомовної науково-фантастичної літератури:
Різне
- Фанкон, 1995 // Малая форма —> Мастер (1993)
- Мечи, 1997 // Лунный Меч —> Пасынки восьмой заповеди (1996)
- Зиланткон, 1999 // Большой Зилант —> Путь меча (1996)
- Сигма-Ф, 2005 // Крупная форма, романы —> Песни Петера Сьлядека (2004)
- Басткон, 2006 // Премія «Баст». 2 місце —> Пентакль (2005)
- Серебряная стрела, 2007 // Лучший главный герой —> Ойкумена (2006)
- Сигма-Ф, 2009 // Крупная форма, романы —> Гарпия (2008)
- Астрея, 2009 // Роман —> Гарпия (2008)
- Басткон, 2010 // Премія «Баст». 2 місце —> Алюмен (2009)
- Серебряная стрела, 2010 // Со-творение (лучшее соавторство) —> Алюмен (2009)
- Бронзовый Икар, 2010 // Лучшее художественное произведение —> Алюмен (2009)

Мир фантастики
- Мир фантастики, Итоги 2005 // Лучший отечественный мистический роман —> Пентакль (2005)
- Мир фантастики, Итоги 2007 // Лучшая отечественная фантастика —> Ойкумена (2006)
- Мир фантастики, Итоги 2009 // Сюрприз года —> Алюмен (2009)
- Мир Фантастики, Итоги 2013 // Книги — Лучшая отечественная фантастика —> Крепость души моей (2013)
- Мир Фантастики, Итоги 2015 // Книги — Лучшая отечественная фантастика —> Побег на рывок (2015)

Звёздный Мост
- Звёздный Мост, 1999 // «Мастер Фэн-до». 3 місце («Черный пояс 1-го дана») —> Мессия очищает диск (1997)
- Звёздный Мост, 2000 // Лучший роман. 1 місце —> Рубеж (1999)
- Звёздный Мост, 2005 // Критика, публицистика и литературоведение. 1 місце —> Десять искушений юного публиканта (2005)
- Звёздный Мост, 2005 // Лучший цикл, сериал и роман с продолжением. 1 місце («Золотой Кадуцей») —> Пентакль (2005)

Потрал
- Портал, 2004 // Специальные премии и дипломы
- Портал, 2005 // Средняя и малая форма —> Аз воздам (2004)
- Портал, 2006 // Критика, литературоведение, эссе —> Десять искушений юного публиканта (2005)
- Портал, 2008 // Критика, литературоведение, эссе —> О бедном романе замолвите слово (2007)
- Портал, 2008 // Крупная форма —> Ойкумена (2006)

РосКон
- РосКон, 2001 // Роман. 3 місце («Бронзовый РОСКОН») —>Одиссей, сын Лаэрта (2001)
- РосКон, 2006 // Фантастиковедение. 1 місце («Золотой РОСКОН») —> Десять искушений юного публиканта (2005)
- РосКон, 2006 // Роман. 2 місце («Серебряный РОСКОН») —> Пентакль (2005)
- РосКон, 2007 // Фантастиковедение. 2 місце («Серебряный РОСКОН») —> Вечные песни о главном, или Фанты для фэна (2006)
- РосКон, 2008 // Фантастиковедение. 2 місце («Серебряный РОСКОН») —> О бедном романе замолвите слово (2007)
- РосКон, 2009 // Фантастиковедение. 2 місце («Серебряный РОСКОН») —> Допустим, ты — пришелец жукоглазый… (2008)
- РосКон, 2009 // Роман. 2 місце («Серебряный РОСКОН») —> Гарпия (2008)
- РосКон, 2010 // Фантастиковедение. 1 місце («Золотой РОСКОН») —> Десять искушений матерого публиканта (2009)
- РосКон, 2010 // Роман. 3 місце («Бронзовый РОСКОН») —> Алюмен (2009)
- РосКон, 2012 // Роман. 1 місце («Золотой РОСКОН») —> Urbi et Orbi, или Городу и Миру (2011)
- РосКон, 2012 // Критика, литературоведение, история фантастики. 1 місце («Золотой РОСКОН») —> «Я б в Стругацкие пошел — пусть меня научат»
- РосКон, 2012 // Критика, литературоведение, история фантастики. 3 місце («Бронзовый РОСКОН») —> «Сценичность персонажа, или Как оживить образ»
- РосКон, 2013 // Критика, литературоведение, история фантастики. 2 місце («Серебряный РОСКОН») —> «Литературная палитра, или Страна советов от Олдей»
- РосКон, 2014 // Роман. 1 місце («Золотой РОСКОН») —> Циклоп (2013)
- РосКон, 2014 // Критика, литературоведение, история фантастики. 1 місце («Золотой РОСКОН») —> «Многоликая фантастика, или разговоры в студии»
- РосКон, 2016 // Роман. 1 місце («Золотой РОСКОН») —> Побег на рывок (2015)

## Переклади українською
Друковані
- Г.Л. Олді, М. та С. Дяченки, Андрій Валентинов (2004). Пентакль.[9]. Пер. з рос.: не вказано. Київ: Гамазин. с. 288. ISBN 978-966-7831-74-5. {{cite book}}: Cite має пусті невідомі параметри: |частина=, |оригінал= та |посилання= (довідка); стрип-маркер ref в |заголовок= на позиції 31 (довідка); стрип-маркер templatestyles в |видавництво= на позиції 1 (довідка); стрип-маркер templatestyles в |інші= на позиції 1 (довідка)
- Г.Л. Олді (2005). Пасербки восьмої заповіді. Переклад з російської: ?. Київ: Гамазин. с. 288. ISBN 966-365-040-0. {{cite book}}: Cite має пусті невідомі параметри: |частина=, |оригінал= та |посилання= (довідка); стрип-маркер templatestyles в |видавництво= на позиції 1 (довідка)
- Г.Л. Олді (2006). Обитель героїв. Переклад з російської: ?. Київ: Гамазин. с. 512. ISBN 966-365-087-7. {{cite book}}: Cite має пусті невідомі параметри: |частина=, |оригінал= та |посилання= (довідка); стрип-маркер templatestyles в |видавництво= на позиції 1 (довідка)
- Г.Л. Олді (2006). Шмагія. Переклад з російської: ?. Київ: Гамазин. с. 336. ISBN 966-2938-00-1. {{cite book}}: Cite має пусті невідомі параметри: |частина=, |оригінал= та |посилання= (довідка); стрип-маркер templatestyles в |видавництво= на позиції 1 (довідка)
- Г.Л. Олді (2006). Де батько твій, Адаме?[10]. Переклад з російської: О. Шарговська. Київ: «Факт». с. 336. ISBN 966-359-118-8. {{cite book}}: Cite має пусті невідомі параметри: |частина=, |оригінал= та |посилання= (довідка); стрип-маркер ref в |заголовок= на позиції 23 (довідка)
- Г.Л. Олді (2007). Захребетник.[11]. Переклад з російської: ?. Київ: Гамазин. с. 272. ISBN 978-966-2938-57-9. {{cite book}}: Cite має пусті невідомі параметри: |частина=, |оригінал= та |посилання= (довідка); стрип-маркер ref в |заголовок= на позиції 13 (довідка); стрип-маркер templatestyles в |видавництво= на позиції 1 (довідка)
- Г.Л. Олді (2008). Розповіді очевидців, або Архів Нагляду Сімох. Переклад з рос.: Іван Андрусяк. Київ: Грані-Т. с. 160. ISBN 978-966-465-181-0. {{cite book}}: Cite має пусті невідомі параметри: |частина=, |оригінал= та |посилання= (довідка); стрип-маркер templatestyles в |інші= на позиції 1 (довідка)[12]
- Г.Л. Олді (2010). Шлях меча.[13]. Пер. з рос.: Іван Андрусяк. Вінниця: Теза. с. 366. ISBN 978-966-421-048-2. {{cite book}}: Cite має пусті невідомі параметри: |частина=, |оригінал= та |посилання= (довідка); стрип-маркер ref в |заголовок= на позиції 11 (довідка); стрип-маркер templatestyles в |інші= на позиції 1 (довідка)

Аудіокниги
- «Пасербки восьмої заповіді». Переклад з російської: ?. Озвучено українською Українським товариством сліпих. 2007 рік.